# Геллер, Стефан
Стефан Геллер (фр. Stephen Heller, собственно Иштван Хеллер, венг. Heller István; 15 мая 1813 года, Пешт — 14 января 1888 года, Париж) — выдающийся венгерский композитор-романтик еврейского происхождения, талантливый пианист, педагог.

## Биография
Стефан Геллер родился в 1813 году в венгерском городе Пешт. Вообще, предполагали, что он займется юриспруденцией, однако он решил целиком посвятить себя музыке. Когда ему было девять лет, в его родном городе состоялся его дебют. Он со своим учителем Ф. Брауэром исполнил фортепианный концерт Яна Ладислава Дусика для двух роялей. Его выступление произвело столь благоприятное впечатление, что он был отправлен в Вену учиться у знаменитого музыкального педагога Карла Черни. Но, не в силах позволить себе столь высоко оплачиваемые занятия, он перешёл под руководство Антона Хальма.
В 15 лет там же, в Вене, состоялся его первый публичный концерт. Он также имел большой успех, и Геллер вместе с отцом поехал на гастроли в Венгрию, Польшу и Германию. На пути обратно в Будапешт Геллер побывал в немецких городах Касселе, Франкфурте-на-Майне, Нюремберге. Зиму 1829 года он провёл в Гамбурге, а лето 1830 — в Аугсбурге, где он заболел. Там его гастроли и завершились.
В 25 лет поселился в Париже, где был близко знаком с Гектором Берлиозом, Фридериком Шопеном, соотечественником Ференцем Листом и многими другими известными композиторами той эпохи. В Париже, с некоторыми перерывами, в частности, связанными с гастролями в Англии, Геллер провёл последние двадцать пять лет своей жизни. Он пережил свою репутацию и был практически забыт на момент своей смерти в 1888 году.
Его богатое творческое наследие оказало мощное влияние на творчество более поздних представителей направления романтизма в музыке.

## Творчество
Композиторское наследие Геллера включает более 150 нумерованных опусов, представляющих собой почти исключительно фортепианные пьесы (а едва ли не единственный цикл из десяти пьес для скрипки и фортепиано Op. 30 написан вместе со скрипачом Г. В. Эрнстом). Николай Соловьёв в статье для Энциклопедии Брокгауза и Ефрона выделял этюды Геллера как ценный педагогический материал для развития мелодической фразировки.

## В современности
Среди известных исполнителей произведений Геллера:
- бельгийский пианист Ян Вермёлен (Jan Vermeulen) — в 2004 г. записано его исполнение этюдов средней сложности из опусов 45, 47 и этюдов высокого уровня сложности из опуса 46
- французский пианист Жан Мартен — записал прелюдии из опусов 81 и 150
- англичанин Филипп Сир (Philipp Sear) — записал этюды и прелюдии Геллера в 2006—2007 годах
- немецкий пианист XX века Герхард Пухельт[нем.] (1913—1987) — в частности, им была исполнена «Тарантелла»

Этюды Геллера были включены во многие педагогические пособия, в частности, в «Самоучитель» игры на фортепиано Л. Мохель и О. Зиминой.